# Egernia slateri
Egernia slateri är en ödleart som beskrevs av  Storr 1968. Egernia slateri ingår i släktet Egernia och familjen skinkar.

## Underarter
Arten delas in i följande underarter:
- E. s. slateri
- E. s. virgata